# Withius australasiae australasiae
Withius australasiae australasiae es una subespecie de arácnido del orden Pseudoscorpionida de la familia Withiidae.

## Distribución geográfica
Se encuentra en Nueva Guinea, Islas Marianas y las Islas Marshall.